# Nguyễn Phương Khánh
 (janvier 2019).
Si vous disposez d'ouvrages ou d'articles de référence ou si vous connaissez des sites web de qualité traitant du thème abordé ici, merci de compléter l'article en donnant les références utiles à sa vérifiabilité et en les liant à la section « Notes et références ».
Nguyễn Phương Khánh, née le 5 avril 1995 dans la province de Bến Tre, est une militante écologique et une mannequin vietnamienne, couronnée Miss Terre 2018. Il s'agit de la première femme vietnamienne remportant un concours de beauté international.

## Biographie
Phương Khánh est née et a grandi dans la province de Bến Tre, dans la région du delta du Mékong au Vietnam. Ses parents ont divorcé et sa mère, Nguyễn Thi Phuong était institutrice dans le district de Thạnh Phú dans la province de Bến Tre. Elle a un frère et une sœur, cette dernière est une maquilleuse populaire au Vietnam, Hy Nguyễn.
Elle est étudiante en marketing à Singapour, dans une filiale du campus de l'université Curtin en Australie. Elle prévoit de suivre une maîtrise en administration des affaires dans la même université.
Elle parle couramment le vietnamien, le français et l'anglais.

## Concours de beauté
Phương Khánh n'avait que 15 ans quand elle a regardé Miss Earth pour la première fois lorsque le Vietnam a accueilli le concours de 2010 à Nha Trang et instantanément rêve de représenter sa nation dans le concours. Sa sœur aînée, était la maquilleuse de Miss Vietnam Lưu Thị Diễm Hương pendant le concours. Son frère a travaillé pour soutenir ses études à l'étranger et l'a guidé dans sa quête pour devenir une reine de beauté.
En avril 2018, Phương Khánh a terminé deuxième finaliste du concours mondial Miss Sea Vietnam, remportant un prix en espèces d'une valeur de 200 millions de VND (8770 USD).
Par la suite, elle est sélectionnée pour représenter le Vietnam au concours Miss Earth 2018 qui s'est tenu le 3 novembre 2018 au Mall of Asia Arena de Pasay City, dans la région de Manille, aux Philippines. À la fin de l'événement, elle a remporté le titre et a été couronnée par Miss Earth 2017 Karen Ibasco des Philippines.
En remportant la couronne, elle devient la première femme vietnamienne à remporter un titre de beauté.